# Jeongbang-dong
Jeongbang-dong (koreanska: 정방동) är en stadsdel i staden Seogwipo i provinsen Jeju i den södra delen av Sydkorea, 500 km söder om huvudstaden Seoul. Jeongbang-dong ligger på södra delen av ön Jeju.